# Danijela Martinović
Danijela Martinović (kortweg Danijela) (Split, 15 juli 1971) is een Kroatische zangeres.
Begin jaren negentig sloot Martinović zich aan bij de popgroep Magazin.
In 1995 deed de groep mee aan het songfestivalprogramma Dora, de Kroatische voorronde van het Eurovisiesongfestival. Na dit gewonnen te hebben, mochten ze met het liedje Nostalgija aantreden in Dublin. Ze werden vergezeld door operazangeres Lidija Horvat en werden zesde, het beste Kroatische resultaat tot dan toe (vroegere Joegoslavische successen niet meegerekend).
Later verliet Martinović de groep maar ze bleef wel samenwerken met schrijver Tonči Huljić. Uit deze samenwerking ontstond het liedje Neka mi ne svane, waarmee ze in 1998 Dora won en de vijfde plaats op het songfestival in Birmingham behaalde. Haar lied groeide uit tot een evergreen bij songfestivalliefhebbers.
In 2005 en 2006 deed Martinović een nieuwe gooi naar het songfestival bij Dora, maar deze keer won ze niet.
In 2009 werd haar lied "Sto sam ja, sto si ti" voorzien van een Engelse tekst door de Nederlandse zanger Jan Keizer. Het lied werd vervolgens opgenomen door de BZN-tributeband Mon Amour en als debuutsingle uitgebracht onder de titel "Let's forgive and forget".